# Kana (Sängerin)

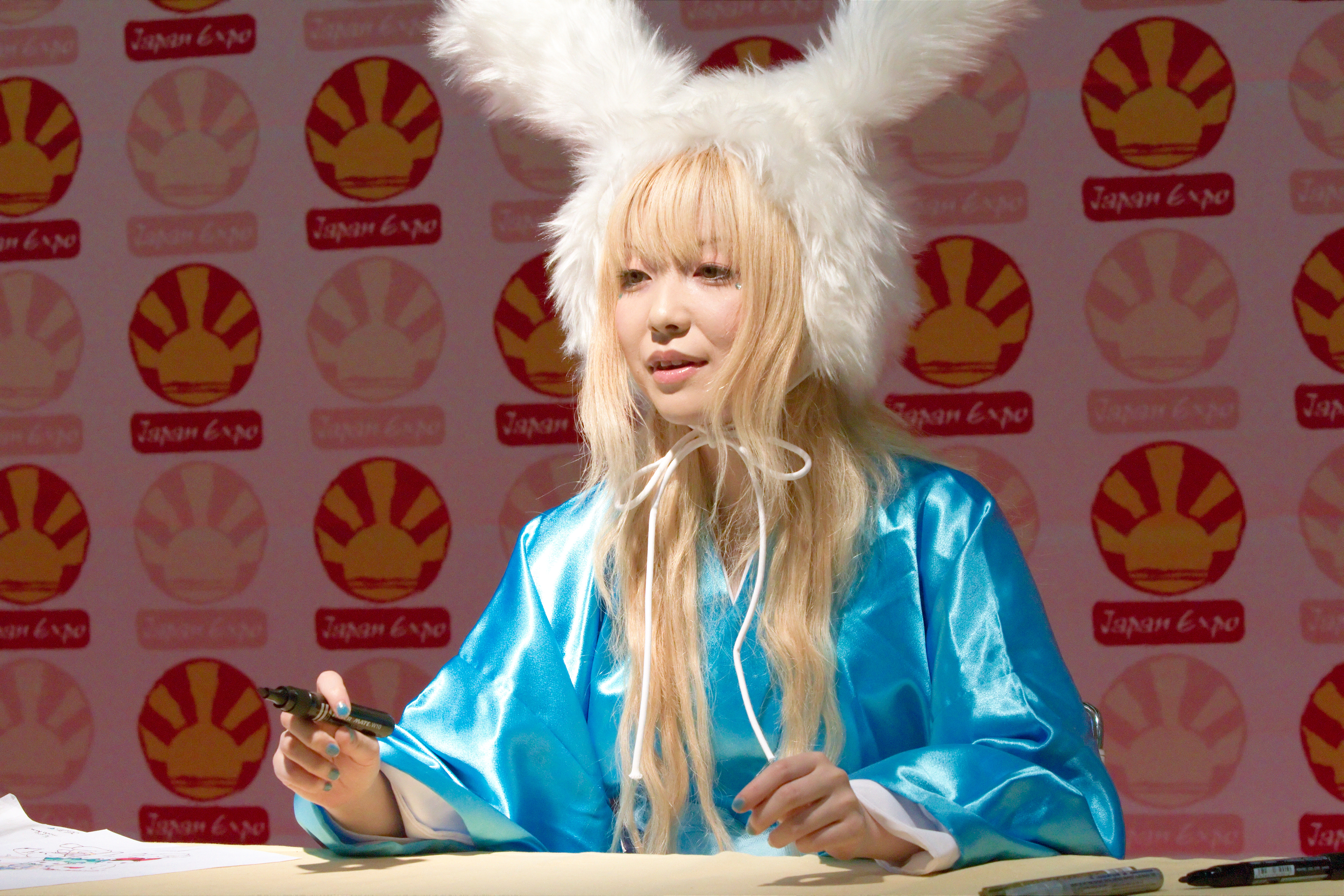
Moon Kana auf der Japan Expo 2010 in Paris

Kana (jap. 香奈; * 26. Januar 1982 in der Präfektur Tokio), auch Moon Kana (Moon 香奈), ist eine japanische Rock- beziehungsweise Visual-Kei-Sängerin. Sie selbst bezeichnet sich als Sängerin, Spielzeugdesignerin, Kleidungsdesignerin, Illustratorin und Model.

## Wirken
Ihr Gesang ist ungewöhnlich - mal schreiend, kreischend, mal hauchend und mal quietschend. Die unter Anime- und Manga-Fans bekannte deutsche Zeitschrift Daisuki zitierte: Weil sie so schrecklich niedlich gucken kann, nimmt man es ihr nicht so übel, dass ihre Musik manchmal ein wenig klingt wie die «Sex Pistols» auf Helium.
Neben dem Gesang verdankt sie ihre Bekanntheit ihrem Gothic-Lolita-ähnlichen Kleidungsstil. Sie stand häufig für die Zeitschrift Gothic & Lolita Bible als Model vor der Kamera und präsentierte ihre eigenen entworfenen und geschneiderten Kleider. Zu jeder neuen Single trägt sie einen anderen Kleidungsstil, wobei die Farben des Kleides und der Haare farblich abgestimmt sind.
Ein weiteres Markenzeichen Kanas war ihr Stoff-Panda Toraboruta (Travolta), dem sie auch den gleichnamigen Song gewidmet hat. Dieser Stoffpanda war in jedem ihrer alten Musikvideos zu sehen und trägt Kleidungsstücke, die ihrer Kleidung in Stil und Farbe angepasst waren. Seit einiger Zeit taucht er nicht mehr auf, stattdessen präsentiert sie seit dem Album Tsuki no usagi (Mondhase) ihre Stoffhasen. Weitere Lieder hat sie auf dem Album MOON Dragon ihrer Hauskatze Dragon gewidmet.
2007 fand ihre erste ihre Europatour Bunny statt. Am 3. März gab sie ihr erstes Konzert in München, weitere Konzerte fanden in Paris, Stockholm und Helsinki statt. 2010 gab sie ihr erstes Konzert in den USA und weitere Konzerte auf der Japan Expo in Paris und auf der Animagic in Bonn.
Kana besitzt ihr eigenes Label MoonKing 香奈苺舎 kanaichigo-SHA unter dem sie ihre CDs, handgemachte Stoffhasen, genähte Katzenohren, Buttons und Handyanhänger vermarktet.

## Diskografie

### Alben
- 2001: doubutsu-teki ningen
- 2002: kikai-teki ningen
- 2003: ningen-teki ningen (Mini-Album)
- 2005: Spade
- 2007: Tsuki no usagi
- 2010: Moon Dragon

### Singles
- 2000: hebi ichigo
- 2001: chimame
- 2001: kuuchuu buranko
- 2001: niku
- 2002: anzen pin

### Videoalben
- 2002: kokoro mori (VHS)